# Secí stroj

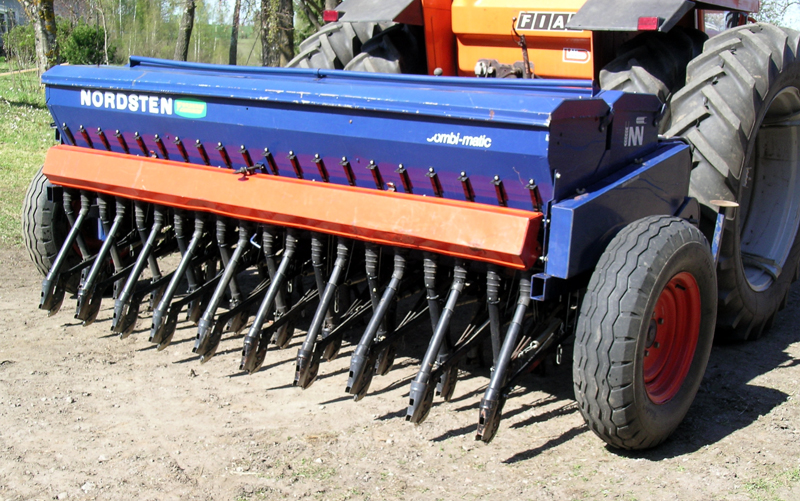
Mechanický secí stroj

Secí stroj je mechanizační prostředek sloužící primárně k setí osiva. Moderní secí stroje mají navíc i možnost aplikace hnojiv – granulovaných či kapalných, která se vysévají zároveň s osivem. Secí stroj je využíván v zemědělství pro osévání polí i luk. Vývoj secích strojů probíhá postupně s rozvojem zemědělské mechanizace.
Podle způsobu setí se secí stroje dělí na prostředky pro setí naširoko a prostředky pro řádkové setí. Podle druhu vysévané plodiny se secí stroje pro řádkové setí dále dělí na přesné secí stroje a secí stroje s plynulým výsevem pro setí do úzkých nebo širokých řádků.

## Setí naširoko
Jedná se o ruční nebo strojové rozhození osiva na povrch půdy a jeho zapravení do půdy branami. Strojně se provádí hlavně rozmetadly nebo letecky. Při setí naširoko nejsou semena rovnoměrně rozhozena ani zapravena do stejné hloubky, je tak nutný vyšší výsevek. Metoda se dnes využívá hlavně pro výsev travních porostů.
Mezi výhody této metody se řadí vysoká efektivita, nízké náklady a erozivní ochrana půdy díky rychleji rostoucím porostům. Nevýhodný je nerovnoměrný růst rostlin, obtížná lokalizace plevele a případné náročnější sklizeň.

## Řádkové setí
Řádkové setí do úzkých řádků využívá mezeru mezi řádky v rozmezí 75 a 80 mm. Využití nachází například pro setí lnu. Mezi výhody setí do úzkých řádků patří efektivnější využití plochy, potlačení růstu plevele, nižší odpařování vody a možnost efektivnějšího využití hnojiv. Mezi nevýhody pak patří vyšší nároky na mechanizaci a jednodušší šíření chorob a škůdců.
Řádkové setí do širokých řádků se používá pro setí obilovin (rozteč 105–150 mm), či olejnin, luskovin a pícnin (rozteč 200–300 mm). Výhodné je efektivní využití plochy, zjednodušení sklizně a snadnější aplikace hnojiv a postřiků. Problémem je pak riziko půdní eroze.

### Přesné secí stroje
Cílem přesného setí je ukládat semena po jednom s důrazem na dodržení předepsané vzdálenosti mezi semeny a tím dosažení rovnoměrné vzdálenosti mezi rostlinami. Semeno musí být vhodně rozmístěno v horizontální rovině i v předepsané hloubce. Případné vysetí několika semen, popř. nevysetí žádného semene má za následek značné agronomické ztráty ve výnosu plodiny. Při výsevu více semen si totiž rostliny značně konkurují, to má za následek nedostatečné vyvinutí ani jedné z nich. Tyto požadavky jsou docíleny stroji pro přesné setí.
Hlavní částí secích strojů jsou secí jednotky složené z vlastního zásobníku, výsevního mechanismu a secí botky. Jejich počet odpovídá počtu řádků a jejich šířka dohromady tvoří pracovní záběr.
Dříve se používali mechanické výsevní mechanismy, které nesplňovaly požadavky na výkonnost z důvodu, že umožňovaly pracovní rychlost maximálně 4 km/h. V současné době jsou používané převážně pneumatické výsevní mechanismy, nejčastěji zastoupeny kotoučovým řešením, které v ideálním případě umožňují pracovní rychlost až 18 km/h. Dále mohou být řešeny jako bubnové a lžičkové. Kotouče obsahují drážky, které tvarově odpovídají tvaru semene. Z důvodu využití secích strojů pro více plodin jsou kotouče snadno vyměnitelné. Princip jejich činnosti spočívá v náběru semene pomocí podtlaku, dopravy na požadované místo a pomocí přerušení podtlaku a vyhazovacího nože upuštění semene do semenovodu, kterým je semeno dopravováno do secí botky. Trend současné doby je ve zvyšování pracovní rychlosti secích strojů převážně snížením času dopravy semenovody. Toho je možné docílit tlakem vzduchu v semenovodu, kartáčovým semenovodem, nebo konstrukčním řešením s umístěním výsevního mechanismu co nejblíže půdy.
Přesné setí je využíváno převážně pro setí kukuřice a řepky. Dále se využívá pro hrách, fazole, slunečnice, sójové boby, bavlnu, čirok a cukrovou řepu. Přesné setí je možné využít i pro setí výkonných hybridních obilovin, které potřebují prostor pro odnože. V případě kukuřice je dnes využíváno přesného setí do dvojřádků. Sblížením řádků lze rostlinám vytvořit o mnoho lepší prostorové podmínky. V literatuře se o tomto způsobu hovoří jako o nejdokonalejší variantě přesného setí. Dvojřádková technologie umožňuje zvýšení výnosu na hektar a má pozitivní vliv na erozi půdy.
Rozteč řádků u kukuřice bývá běžně 75 cm, u řepy 45 cm. Na jeden hektar se vysévá zhruba 100 000 jedinců kukuřice.
Podmínky pro kvalitní práci secího stroje:
- osivo musí být tvarově i rozměrově stejné = kalibrované osivo
- semeno se při výpadu z výsevní jednotky nesmí odvalovat jinam než svisle

Podle konstrukce rozeznáváme výsevní ústrojí:
- páskové
- kotoučové
- pneumatické – podtlakové, přetlakové
- kombinované

#### Páskové výsevní ústrojí
Hlavní součástí je pryžový pásek s jednou nebo dvěma řadami otvorů, do nichž se ve výsevní komoře nabírají semena. Přebytečné semeno je stíráno protiběžným stíracím kotoučem. Ten zároveň napomáhá vypadávání semen z pásku do brázdičky vytvořené secí botkou a semeno je následně do půdy zamáčknuto zamačkávacím válečkem. Změna velikosti výsevku se provádí výměnou pásku a změnou převodu od pohonu.

#### Kotoučové výsevní ústrojí
Výsevní kotouče má umístěné svisle, šikmo nebo vodorovně. Svislý kotouč má na obvodě 2 řady jamek. Při otáčení jsou do jamek nabírána semena a přebytečná semena jsou stíračem stírána zpět do zásobníku. Semena v jamkách jsou unášena otáčejícím se kotoučem k výpadovému otvoru a tam jsou z jamek vytlačována vyhrnovacím nožem. Velikost výsevku se provádí změnou kotouče a změnou převodu jeho pohonu.

#### Pneumatická výsevní ústrojí
Spojení mechanických a pneumatických principů nabírání a přepravy semen má za následek možnost vyšších otáček výsevného kotouče, tzn. možnost vyšší pojezdové rychlosti = vyšší výkonnost.
U podtlakového VÚ je kotouč s otvory je uložen mezi výsevní skříní a podtlakovou komorou. Vlivem podtlaku je na otvory přisáto vždy 1 semeno. V dolní části se dostane do oblasti, kdy podtlak nepůsobí a semeno vypadne do brázdičky vytvořené botkou. Velikost výsevku se ovlivňuje výměnou kotouče s jiným počtem otvorů a změnou převodu pohonu kotouče.
U přetlakového VÚ ve výsevním ústrojí je kotouč s nálevkovitými otvory, kde proud vzduchu z trysky 1 semeno zatlačí do otvoru a ostatní semena vyfoukne zpět. Ve spodní části vyhazovací stěrka semeno vytlačí z jamky a semeno vypadne do brázdičky. Velikost výsevku se ovlivňuje výměnou kotouče s jiným počtem otvorů a změnou převodu pohonu kotouče.
U kombinovaného pneumatického VÚ má skříň výsevního ústrojí má dva pracovní prostory – podtlakový a přetlakový. Nabírání probíhá vlivem podtlaku. Při průchodu přetlakovým prostorem vytlačuje proud vzduchu semena z otvorů kotouče do brázdy.

### Univerzální secí stroj s plynulým výsevem
Zařízení, pomocí kterého se vysévají plodiny, u kterých není kladen důraz na přesnost vysévaných semen. Proto určujícím parametrem je tzv. výsevek. Je to hmotnost vysetého materiálu na jeden hektar. Tohoto typu secích strojů se používá např. pro výsev pšenice, ječmenu, řepky olejné nebo máku.
Počet plodin, které je možno tímto strojem zasít, je poměrně vysoký, proto jsou někdy tyto stroje nazývány jako univerzální secí stroje. Musí být schopny vysít i požadované množství osiva, které se může značně lišit:
- mák: 1–1,3 kg/ha
- řepka olejná: 2,5–4 kg/ha
- granulované hnojivo NPK: 80–130 kg/ha
- pšenice a ječmen: 180–250 kg/ha

Jsou určeny pro více druhů semen. Jejich hlavní části jsou:
- zásobník s čechračem
- výsevní ústrojí
- ústrojí pro zapravení semen do půdy (secí botky, semenovody)
- pomocné části (hnací ústrojí, zvedací ústrojí, znamenáky, rám, závěs)

Podle konstrukce se pak univerzální secí stroje dělí na:
- válečkové
- lžičkové
- hrotové
- odstředivé
- pneumatické

#### Válečkové výsevní ústrojí
Pohon výsevních ústrojí je vždy odvozen od pojezdových kol secího stroje nebo kola traktoru řetězovým převodem. Pro většinu běžného osiva se používá spodní výsev. Pro velmi drobná semena nebo naopak velká semena se volí horní výsev.
Velikost výsevku se řídí:
- otáčkami výsevního válečku (regulace pomocí převodů)
- zvětšováním aktivní plochy výsevního válečku jeho posouváním spolu se clonou

#### Hrotové výsevní ústrojí
Výsevní polyamidové válečky mají na povrchu jehlanovité hroty. Tyto válečky jsou vyměnitelné a jejich tvar je přizpůsoben druhu vysévaného osiva. Pohon výsevního ústrojí je od pojezdových kol secího stroje a velikost výsevu bývá řešena změnou otáček výsevních válečků.

#### Odstředivé výsevní ústrojí
Odstředivé secí stroje jsou poměrně častým jevem v zemědělské výrobě. Jedná se často o nesené stroje, získávající energii pneumatickým pohonem z traktoru. Výsevné otáčející se kužel nabírá ve spodní části osivo, které po zakřivených lopatkách s ventilačním účinkem odstředivou silou se dostávají až na horní okraj na těleso rozdělovače a odtud k semenovodům. Výsev se seřizuje velikostí nabíracího otvoru, popřípadě změnou otáček výsevného kužele. Výsevní ústrojí lze využít i pro granulovaná hnojiva.
Ústrojí stroje je poháněno je mechanickými převody od pojezdových kol stroje, Ewartovým řetězem nebo kloubovým hřídelem od zadních kol traktoru.

#### Pneumatické secí stroje
Jsou to stroje s pohonem ventilátoru od vývodové hřídele traktoru. Osivo ze zásobní skříně se dávkuje žlábkovaným válečkem a padá do vzduchového injektoru, který je napojen na ventilátor. Osivo je unášeno svislou trubicí do rozdělovače s hadicovými semenovody. Pohon samotného výsevního ústrojí je od pojezdového kola.
Velikost výsevku se reguluje:
- změnou otáček žlábkovaného válečku
- zakrýváním aktivní plochy válečku clonou

#### Lžičkové výsevní ústrojí
Základem je kotouč otáčející se ve výsevníku, který nese lžičky s měnitelným objemem. Lžičky nabírají osivo a vypouštějí je do svodů k semenovodům.

## Příslušenství secích strojů
Zakládání kolejových řádků – je to zařízení, kterým se zajistí vyřazení z činnosti těch botek, kudy povede budoucí jízda, při následném ošetření porostu (postřik a hnojení).
Kypřiče kol stop traktoru – na rámu secího stroje ještě před secími botkami je za kolem traktoru umístěna řada silných prutových kypřičů.
Elektro-výzbroj – elektronická čidla, která hlídají stav osiva v zásobníku, průchodnost semenovodu a botek a stabilní hloubku setí.